# Dějiny Estonska během druhé světové války

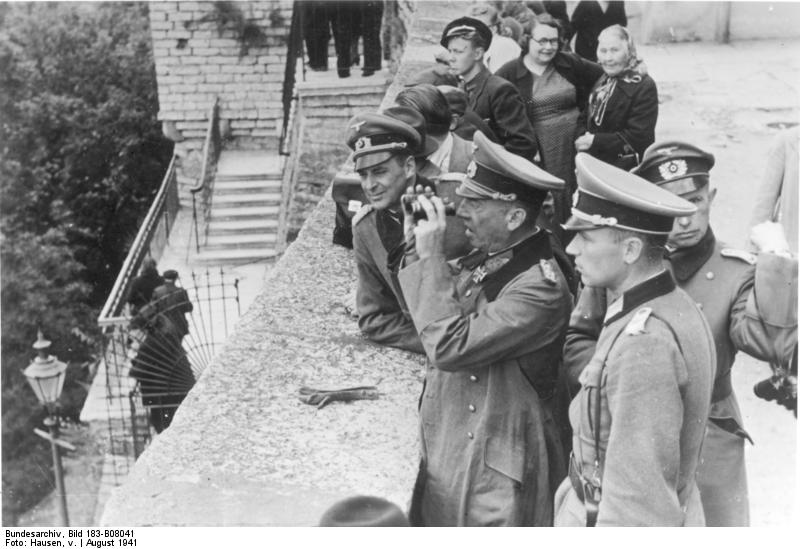
Generál Georg von Küchler v Tallinu v srpnu 1941

Před vypuknutím druhé světové války podepsalo Německo a Sovětský svaz pakt Ribbentrop–Molotov, který se týkal rozdělení sfér vlivu v severní a východní Evropě, včetně Estonska. Estonsko sice vyhlásilo neutralitu, ale na základě zmíněného paktu se dostalo do sovětské sféry vlivu a v roce 1940 bylo obsazeno Sovětským svazem. Následovalo masové zatýkání politických odpůrců, deportace a popravy. Později bylo Estonsko okupováno Německem a začleněno do Říšského komisariátu Ostland.
V roce 1941 byli Estonci odváděni do sovětského 8. estonského střeleckého sboru a v letech 1941 až 1944 do nacistických německých sil. Muži, kteří se chtěli těmto odvodům vyhnout, prchali do Finska, kde se zformovali do Finského pěšího pluku 200. Přibližně 40 procent předválečného estonského loďstva bylo zabaveno britskými úřady a použito v konvojích plujících Atlantikem. Přibližně tisíc estonských námořníků sloužilo v britském obchodním loďstvu. Menší počet Estonců sloužil i v Royal Air Force, v britské armádě a v americké armádě. Od února do září 1944 zadržoval oddíl německé armády Narwa sovětskou estonskou operaci. Po prolomení obrany II. armádní sbor překročil řeku Emajõgi a střetl se s estonskými jednotkami podporujícími nezávislost. V září 1944 sovětské síly znovu obsadily estonské území. Po válce zůstalo Estonsko až do roku 1991 začleněno do Sovětského svazu jako Estonská sovětská socialistická republika, přestože tím nebyla dodržena Atlantická charta.
Podle odhadu ztratilo Estonsko během druhé světové války přibližně 25 procent populace. Ztráty tak patřily k nejvyšším v Evropě. Podle zaznamenaných úmrtí během válečného období a okupace zemřelo 81 tisíc lidí. Mezi ně patří úmrtí při sovětských deportacích v roce 1941, sovětské popravy, německé deportace i oběti holokaustu.

## Předválečné období
Před druhou světovou válkou podepsala Estonská republika se Sovětským svazem několik smluv. Mezi ně patřil Briandův-Kelloggův pakt, dohoda o neútočení a úmluva o definici agrese. Briandův-Kelloggův pakt byl podepsán v Paříži 27. srpna 1928. Jednalo se o mezinárodní smlouvu, která vylučovala válku jako prostředek řešení mezinárodních sporů, vyjma případů sebeobrany. Smlouva byla Estonskem a Sovětským svazem ratifikována 24. července 1929. Dne 4. května 1932 byla mezi Sovětským svazem a Estonskem podepsána dohoda o neútočení.

### Úmluva o definici agrese
Dne 3. července 1933 byla poprvé v historii mezinárodních vztahů definována agrese v závazné smlouvě podepsané na sovětském velvyslanectví v Londýně, a to Sovětským svazem a dalšími zeměmi, mj. i Estonskem.

### Deklarace neutrality

Plánované a skutečné rozdělení Evropy podle Paktu Molotov–Ribbentrop s pozdějšími úpravami

V Rize 18. listopadu 1938 vyhlásily společně Estonsko, Lotyšsko a Litva neutralitu. Později téhož roku příslušné parlamenty schválily zákony o neutralitě. Estonsko přijalo zákon o ratifikaci své neutrality 1. prosince 1938. Tento zákon byl vytvořen podle švédského prohlášení o neutralitě ze dne 29. května 1938. Neutralita Estonska byla i součástí sovětsko-estonské smlouvy z Tartu z roku 1920, která byla podepsána mezi Estonskem a Ruskou sovětskou federativní socialistickou republikou.

### Pakt Ribbentrop-Molotov
Brzy ráno 29. srpna 1939 podepsaly Sovětský svaz a Nacistické Německo desetiletý pakt o neútočení. Tato smlouva je nazývána jako Pakt Ribbentrop–Molotov. Pakt obsahoval i tajný protokol, který byl odhalen až po porážce Německa v roce 1945. Podle tohoto tajného protokolu byly státy severní a východní Evropy rozděleny do německé a sovětské sféry vlivu. Na severu spadaly do sovětské sféry vlivu Finsko, Estonsko a Lotyšsko. Polsko mělo být rozděleno. Území východně od řek Narew, Visla a San měla spadat pod sovětský vliv a území ležící západně od uvedených řek pak pod vliv německý. Litva sousedící s východním Pruskem měla být v německé sféře vlivu, avšak druhý tajný protokol ze září 1939 přisoudil většinu Litvy Sovětskému svazu.

## Počátek druhé světové války

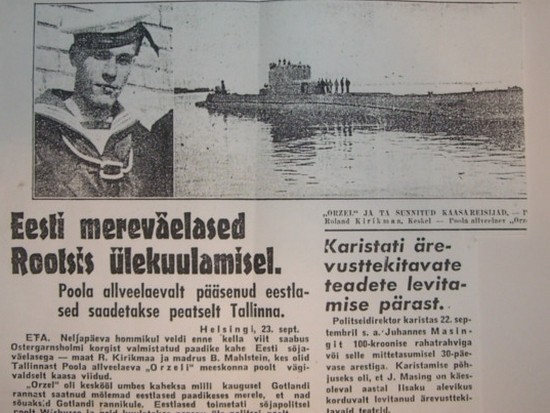
Článek v estonských novinách Uus Eesti o polské ponorce

Druhá světová válka začala invazí Německa do Polska, které bylo důležitým regionálním spojencem Estonska. Přestože na počátku války existovala určitá koordinace mezi Německem a Sovětským svazem, Sovětský svaz oznámil Německu své rozhodnutí zahájit vlastní invazi sedmnáct dní po německé invazi. Toto rozhodnutí bylo částečně učiněno v reakci na rychlost kolapsu polského vojska.

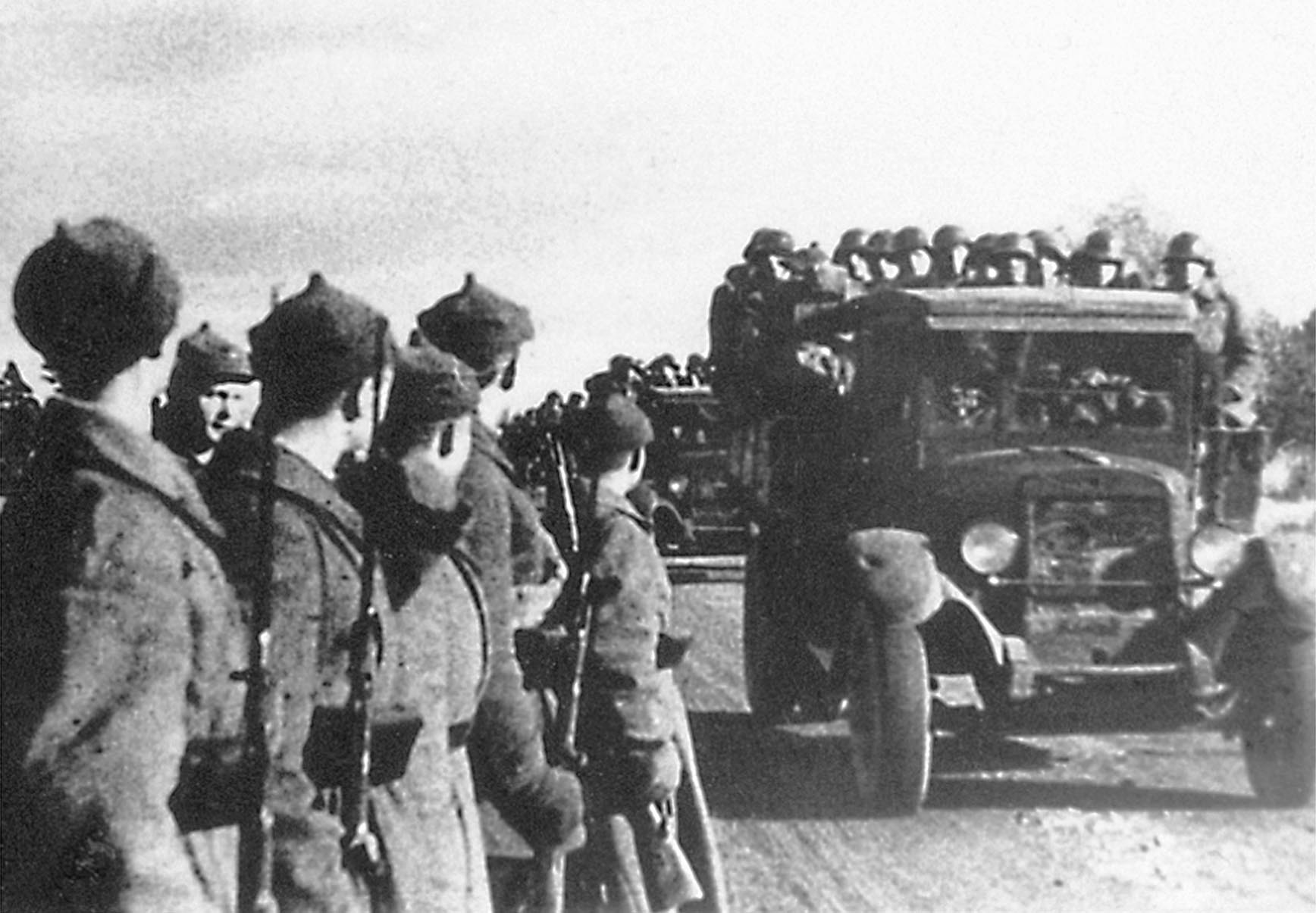
Vstup vojsk Sovětského svazu do Estonska v roce 1939, po podepsání dohody o umístění sovětských základen v této zemi

Dne 1. září 1939 napadlo Německo Polsko na základě paktu Molotov–Ribbentrop. Následně 3. září 1939 vyhlásily Velká Británie, Francie, Austrálie a Nový Zéland válku Německu. Dne 14. září 1939 polská ponorka ORP Orzeł dosáhla estonského Tallinnu. Dne 17. září 1939 napadl Sovětský svaz svou část Polska podle tajného protokolu paktu Molotov–Ribbentrop. Během této invaze došlo k úzké koordinaci německé a sovětské vojenské aktivity. Dne 18. září 1939 unikla polská ponorka z internace v Tallinnu a dostala se do Spojeného království. Tím byla podle Německa a Sovětského svazu zpochybněna neutralita Estonska.
S postupující invazí a hrozbou kapitulace Polska a na základě incidentu s polskou ponorkou, začal moskevský tisk i rozhlas napadat Estonsko jako stát „nepřátelský“ Sovětskému svazu. Následně se válečné lodi sovětského námořnictva objevily u estonských přístavů s sovětské bombardéry začaly se zastrašujícím hlídkováním nad Tallinnem a blízkým okolím. Moskva na Estonsku požadovala, aby Sovětský svaz mohl zřídit na estonském území vojenské základny a umístit zde 25 tisíc vojáků po dobu trvání evropské války. Estonská vláda přijala sovětské ultimátum a příslušná dohoda byla podepsána 28. září 1939.
Dohoda mezi Estonskem a Sovětským svazem byla podepsána na dobu deseti let. Estonsko v ní udělilo Sovětskému svazu právo udržovat na strategických ostrovech v blízkosti Tallinnu, ve Finském a Rižském zálivu námořní a letecké základny chráněné jednotkami rudé armády. Sovětský svaz zároveň souhlasil se zvýšením svého ročního obchodního obratu s Estonskem a poskytnutím zařízení pro případ, že by Baltské moře bylo uzavřeno pro obchod s vnějším světem, přes sovětské přístavy v Černém a Bílém moři. Estonsko a Sovětský svaz se také zavázaly vzájemně se bránit před „agresí vznikající ze strany jakékoli evropské velmoci“. Pakt se neměl dotknout „ekonomických systémů a státních organizací“ ani jedné země.
Když sovětská vojska vpochodovala do Estonska, jednotky obou národů si vzájemně salutovaly a kapely hrály jak estonskou hymnu, tak internacionálu, která v té době byla hymnou Sovětského svazu. Podobné požadavky byly předloženy i Finsku, Lotyšsku a Litvě. Finsko je odmítlo a 30. listopadu 1939 bylo napadeno Sovětským svazem. Jelikož byl útok posouzen jako nezákonný, byl Sovětský svaz dne 14. prosince 1939 vyloučen ze Společnosti národů. Finsko bojovalo v zimní válce do března 1940, kdy byl uzavřen prozatímní mír.
První ztrátou pro počty obyvatelstva v Estonsku byla repatriace přibližně 12 až 18 tisíc baltských Němců do Německa.

## Sovětská okupace

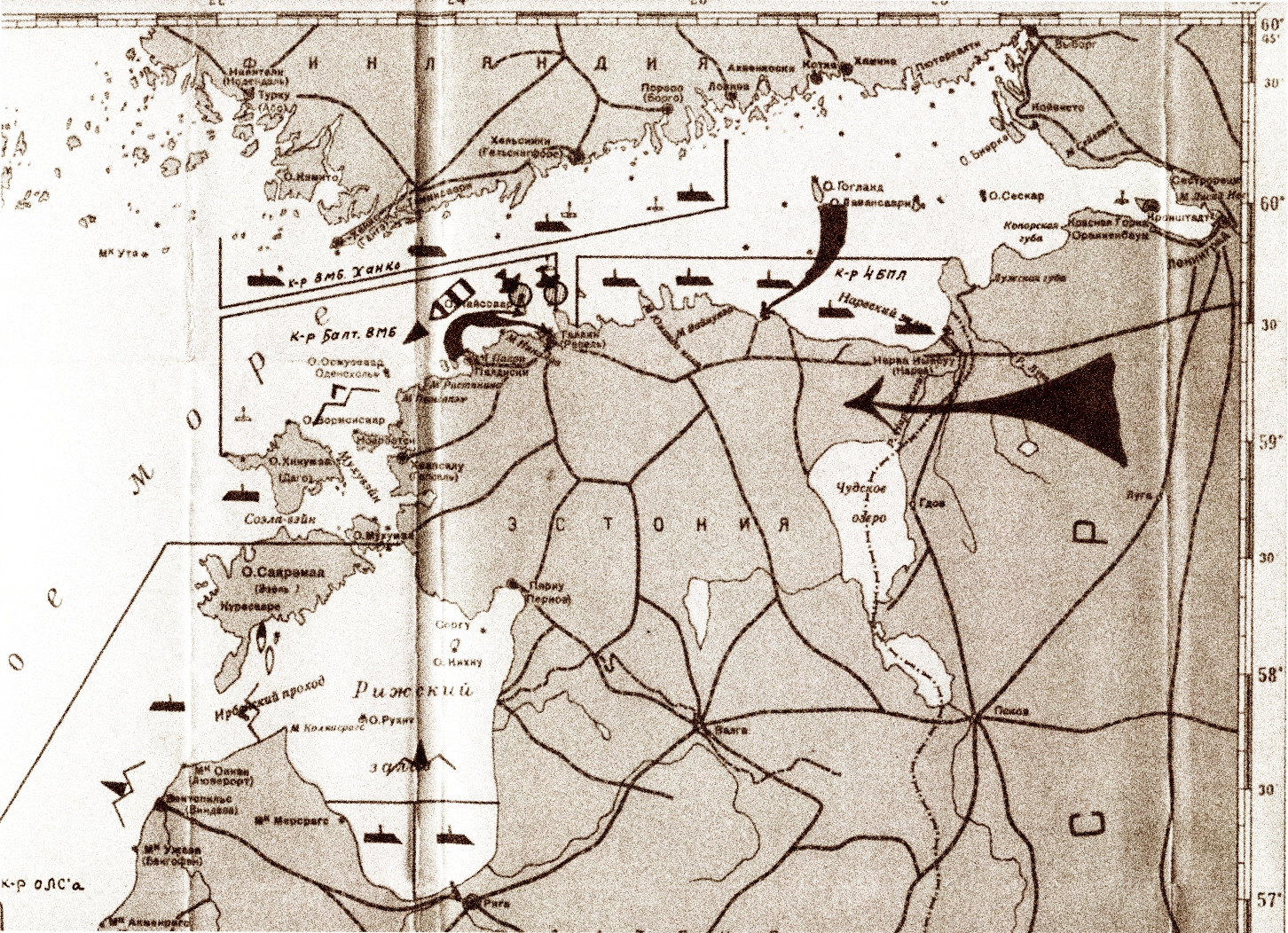
Schéma sovětské vojenské blokády a invaze do Estonska v roce 1940

V létě 1940 byla okupace Estonska provedena jako řádná vojenská operace. Po invazi do Estonska zde bylo soustředěno 160 tisíc mužů podporovaných 600 tanky. Pobaltský vzdušný prostor Estonska, Litvy a Lotyšska byl zablokován pěti divizemi sovětského letectva disponujícími 1150 letouny. Sovětské Baltské loďstvo zajišťovalo operaci z moře. Sovětská NKVD obdržela rozkaz, aby se připravila na přijetí 58 tisíc válečných zajatců.
Dne 3. června 1940 byly všechny sovětské vojenské síly se sídlem v pobaltských státech soustředěny pod velení Aleksandra Loktinova. Dne 9. června 1940 předal Semjon Timošenko Leningradskému vojenskému okruhu Rudé armády rozkaz 02622ss/ov, aby se do 12. června připravil k zajetí plavidel estonského, lotyšského a litevského námořnictva jak na jejich základnách, tak na moři, zajetí estonského a lotyšského obchodního loďstva a všech ostatních plavidel, k přípravě na invazi a vylodění v Tallinnu a Paldiski, uzavření Rižského zálivu a zablokování pobřeží Estonska a Lotyšska ve Finském zálivu a Baltském moři, k zabránění evakuaci estonské a lotyšské vlády, vojenských sil a prostředků, k poskytnutí námořní podpory pro invazi do Rakvere a k zabránění estonským a lotyšským letadlům v létání do Finska či Švédska.
Dne 13. června 1940 se sovětské síly začaly přesouvat do svých pozic a do druhého dne byly připraveny čtyři ponorky a několik jednotek lehkého námořnictva, které byly umístěny v Baltském moři, do Rižského a Finského zálivu, aby izolovaly pobaltské státy. Letka námořnictva včetně tří divizí torpédoborců byla umístěna na západ od Naissaaru, aby podpořila invazi. 50. prapor byl umístěn na lodích pro invazi v blízkosti estonského města Kunda. Námořní blokády se celkem zúčastnilo 120 sovětských plavidel včetně jednoho křižníku, sedmi torpédoborců a sedmnácti ponorek, 219 letounů včetně bombardérů Tupolev SB-2.

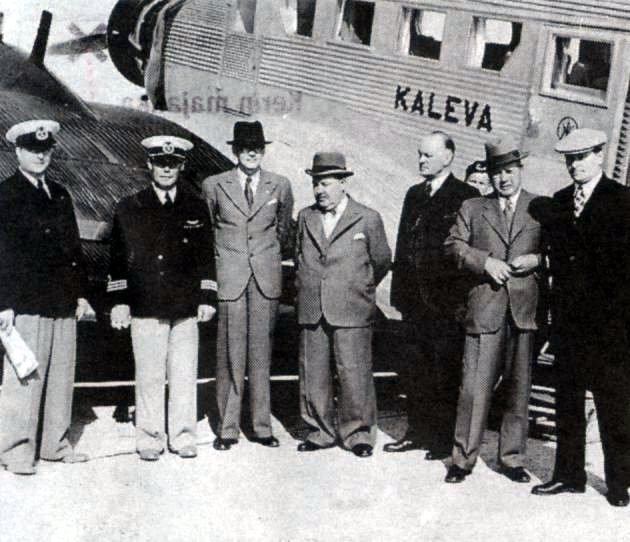
Posádka a cestující letadla Kaleva, které bylo 14. června 1940 sestřeleno Sověty

Zatímco se pozornost celého světa soustředila na pád Paříže, ke kterému došlo o den dříve, vstoupila dne 14. června 1940 v platnost sovětská vojenská blokáda Estonska. Dva sovětské bombardéry sestřelily finské osobní letadlo „Kaleva“ letící z Tallinnu do Helsinek, na jehož palubě byly tři diplomatické váčky amerického zastoupení v Tallinu, Rize a Helsinkách a přes 120 kg diplomatické pošty. Při nehodě zahynul zaměstnanec americké zahraniční služby Henry W. Antheil, francouzští kurýři diplomatické pošty a další cestující.
Dne 16. června 1940 Sovětský svaz napadl Estonsko. Sovětské jednotky opustily své základy v zemi a do Estonska vstoupilo i dalších přibližně 90 tisíc vojáků. Vjačeslav Molotov obvinil pobaltské státy ze spiknutí proti Sovětskému svazu a doručil Estonsku ultimátum na ustanovení vlády, kterou by schválil Sovětský svaz. Estonská vláda se podle Brandova-Kelloggova paktu rozhodla nepoužít jako nástroj národní politiky válku vzhledem k drtivé sovětské převaze jak na hranicích, tak uvnitř země, a rozhodla se neklást odpor, vyhýbat se krveprolití a otevřené válce.
Dne 17. června 1940, v den kdy se Francie vzdala Německu, přijalo Estonsko ultimátum a státnost Estonska de facto zanikla. Vojenská okupace Estonské republiky byla ukončena 21. června 1940 a stala se „oficiální“ komunistickým převratem podporovaným sovětskými vojsky.
Většina estonských obranných sil a estonské obranné ligy se vzdala podle rozkazů estonské vlády v domnění, že odpor je zbytečný a byla sovětskými vojsky odzbrojena. Pouze estonský nezávislý signální prapor umístěný v Tallinnu na ulici Raua se sovětským silám postavil na odpor. Bitva s rudou armádou podporovanou šesti obrněnými bojovými vozidly trvala několik hodin. Nakonec byl vojenský odpor ukončen vyjednáváním a prapor se vzdal a byl odzbrojen. Během boje byli zabiti dva estonští vojáci, Aleksei Männikus a Johannes Mandre, a několik vojáků bylo zraněno. Na sovětské straně bylo zabito asi deset vojáků a ještě více zraněno. Ve stejný den byla estonská vlajka nahrazena rudou vlajkou, která byla vyvěšena na věži Pikk Hermann.
Ve dne 14. a 15. července 1940 se konaly zmanipulované volby, ve kterých mohli kandidovat pouze lidé podporovaní Sověty. Lidé, kteří si nenechali orazítkovat pasy, aby mohli volit komunistického kandidáta, riskovali, že budou střeleni zezadu do hlavy. Okupace a následné připojení Estonska k Sovětskému svazu byly považovány za nezákonné a nikdy nebyly Velkou Británií, USA a dalšími západními demokraciemi uznány. Anexe Estonska zrušila řadu předchozích smluv uzavřených Sovětským svazem a jeho předchůdcem, bolševickým Ruskem.

### Sovětský teror
Sovětské úřady se zmocnily kontroly nad Estonskem a rychle se snažily potlačit jakoukoli potencionální opozici vůči jejich vládě. Během prvního roku okupace (1940–1941) bylo zatčeno přes 8 tisíc lidí, včetně většiny předních politiků a vojenských důstojníků. Asi 2200 z nich bylo popraveno v Estonsku, zatímco zbytek byl přemístěn do zajateckých táborů v Rusku. Dne 19. července 1940 byl vrchní velitel estonské armády Johan Laidoner zajat NKVD a deportován spolu se svou manželkou do města Penza. Laidoner zemřel v zajateckém táboře Vladimir 13. března 1953. Prezident Estonska Konstantin Päts byl zatčen a 30. července 1940 deportován do Ufy. Zemřel v psychiatrické léčebně v Kalininu (dnešní Tver) v roce 1956.
Když bylo Estonsko vyhlášeno sovětskou republikou, posádky 42 estonských lodí plujících v cizích vodách se odmítly vrátit do vlasti. Tyto lodě byly zabaveny britskými silami a byly používány během konvojů v Atlantiku. Během války sloužilo v britském obchodním loďstvu přibližně tisíc estonských námořníků. Z nichž 200 sloužilo jako důstojníci. Malý počet Estonců sloužil i v RAF, v britské armádě a v americké armádě. Těchto vojáků nebylo více než 200.

### Sovětská represe etnických Rusů
Bezprostředně po sovětském převzetí moci byly místní ruské instituce (organizace, noviny atd.) uzavřeny. Kulturní život, který se rozvinul během estonské nezávislosti, byl zničen. Téměř všichni přední ruští emigranti byli zatčeni a později popraveni. Někteří z ruských emigrantů byli zatčeni již před 21. červnem 1940 estonskou politickou policií, pravděpodobně proto, aby se vyhnulo „provokacím“ během invaze rudé armády. Tyto zatčené osoby byly po komunistickém převratu předány NKVD.

## Letní válka

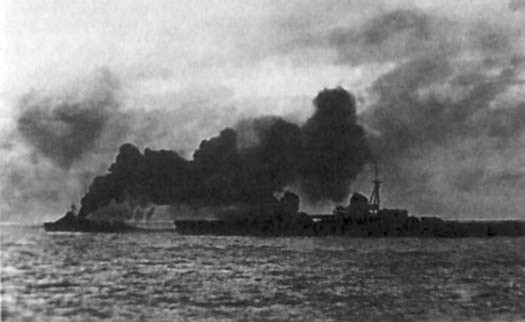
Sovětský křižník Kirov chránící se v kouřové cloně při své evakuaci z Tallinu, srpen 1941

Dne 22. června 1941 zahájilo Německo invazi do Sovětského svazu. Dne 3. července 1941 učinil Josif Vissarionovič Stalin veřejné prohlášení v rádiu, v němž vyzval k politice spálené země v oblastech, které mají být opuštěny. V severním Estonsku měly největší vliv sovětské destrukční prapory. Lesní bratři, kteří podporovali nezávislost Estonska, o síle 12 tisíc mužů napadli síly NKVD a 8. armády. Boj proti lesním bratrům a provádění taktiky spálené země byly provázeny terorem vůči civilnímu obyvatelstvu, se kterým se zacházelo jako s příznivci odboje či jako s poskytovateli úkrytu povstalcům. Destrukční prapory vypálily farmy a některé menší čtvrti. Příslušníkům těchto praporů naopak hrozily represe ze strany protisovětských partyzánů.

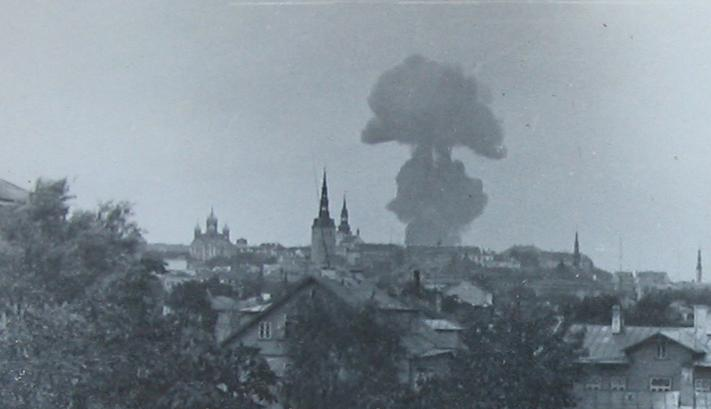
Boje na předměstí Tallinnu, srpen 1941

Tisíce lidí včetně velké části žen a dětí byly zabity, zatímco desítky vesnic, škol a veřejných budov byly vypáleny do základů. V srpnu 1941 byli zabiti všichni obyvatelé vesnice Viru-Kabala, včetně dvouletého dítěte a šestidenního kojence. Při masakru v Kautle bylo zavražděno dvacet civilistů, z nichž mnoho zemřelo na následky mučení. Zároveň zde byly zničeny desítky statků. Nízký počet mrtvých ve srovnání s počtem vypálených farem byl způsoben tím, že dálková průzkumná skupina Erna prolomila blokádu rudé armády v oblasti a umožnila evakuaci mnoha civilistů. Stávalo se, že destrukční prapory upalovaly lidi zaživa. Celkem tyto prapory zavraždily v Estonsku 1850 lidí. Téměř všichni z mrtvých byli partyzáni nebo neozbrojení civilisté.
Poté, co ve dne 7. až 9. července 1941 překročila německá 18. armáda estonskou jižní hranici, se lesní bratři zorganizovali do větších jednotek. Dne 5. července 1941 se zmocnili jednotek 8. armády a destrukčních praporů v Antsle. Následujícího dne došlo k větší ofenzívě ve Vastseliině, kde lesní bratři zabránili sovětskému zničení města a uvěznili velitele vyhlazovacích praporů a místní komunistické úředníky. Dne 7. července 1941 mohli lesní bratři ve Vastseliině vyvěsit estonskou vlajku. Následně bylo osvobozeno město Võru. V době příchodu 18. armády již ve městě vlály estonské vlajky a lesní bratři se zorganizovali do milice zvané Omakaitse. Bitva u Tartu trvala dva týdny a byla při ní zničena velká část města. Lesní bratři pod vedením Friedricha Kurga vyhnali Sověty z Tartu za linii Pärnu – Emajõgi. Během svého ústupu zavraždila NKVD ve věznici v Tartu 193 lidí.
18. armáda obnovila postup v Estonsku ve spolupráci s lesními bratry. Společné estonsko-německé síly dobyly 17. srpna 1941 Narvu. Do konce srpna byl obklíčen Tallinn, zatímco v přístavu byla většina Baltského loďstva. Dne 19. srpna 1941 začal poslední německý útok na Tallinn. Společné estonsko-německé síly dobyly estonské hlavní město 28. srpna 1941. Sovětská evakuace Tallinnu přinesla těžké ztráty. Toho dne byla rudá vlajka na Pikk Hermann sestřelena a nahrazena estonskou vlajkou. Po vyhnání Sovětů z Estonska německé jednotky odzbrojily všechny skupiny lesních bratrů. Estonská vlajka byla brzy nahrazena německou vlajkou.
Dne 8. září 1941 zahájily německé a estonské jednotky operaci Beowulf k vyčištění sovětských sil ze Západoestonského souostroví..Během operace došlo k řadě diverzních útoků, které měly zmást sovětské obránce. Operace dosáhla svých cílů do 21. října 1941.

### Škody
Během bojů bylo sovětskými státními bezpečnostními agenturami, destrukčními prapory, rudou armádou a Baltským loďstvem zabito 2199 lidí. Mezi nimi bylo i 264 žen a 82 nezletilých dětí. Vážné škody utrpělo Estonská družstevní velkoobchodní společnost, Estonská společnost pro vývoz masa a Ústřední sdružení mlékáren. Zničeno bylo 3237 zemědělských usedlostí. Od roku 1939 do roku 1942 v Estonsku bylo 30 600 (14 %) koní, 239 800 (34 %) mléčného skotu, 223 600 (50 %) prasat, 320 000 (46 %) ovcí a 470 000 (27,5 %) drůbeže. Do Sovětského svazu byla evakuována například továrna na rádia a začala likvidace průmyslu ropných břidlic. Dále byly ze země evakuovány suroviny, polotovary a hotové výrobky.
Při požárech mezi 12. a 13. červencem 1941 shořelo sídlo Estonské obranné ligy, kampus Veterinární fakulty a zemědělské fakulty Univerzity v Tartu a dalších univerzitní budovy. Bylo zničeno několik univerzitních knihoven a 135 velkých soukromých knihoven. Celkem tak bylo ztraceno na 465 tisíc knih a mnoho archivních materiálů a 2500 uměleckých děl.

## Německá okupace
Většina Estonců vítala Němce s relativně otevřenou náručí a doufala v obnovení nezávislosti. V jižním Estonsku byla ustanovena pronezávislá administrativa vedená Jürinem Uluotsem a koordinační rada byla ustavena v Tartu v době mezi ústupem sovětských vojsk a před příchodem německého vojska. Ovšem Němci provizorní vládu rozpustili a Estonsko se stalo součástí Němci okupovaného Říšského komisariátu Ostland. Pro vnitřní bezpečnost byla zřízena Sicherheitspolizei pod vedením Ain-Ervina Mereho.
V dubnu 1941, v předvečer německé invaze, Aldred Rosenberg, říšský ministr pro okupovaná východní území, sám baltský Němec, který se narodil i vyrostl v Tallinnu, představil své plány pro východní Evropu. Podle něj měla následovat germanizace „rasově vhodných“ prvků, kolonizace germánskými národy a deportace nežádoucích živlů.
Rosenberg cítil, že „Estonci byli nejvíce Germány z lidí žijících v oblasti Baltu, kteří již dosáhli 50 procent germanizace prostřednictvím dánského, švédského a německého vlivu“. Nevhodní Estonci měli být přestěhováni do oblasti, kterou Rosenberg nazýval „Peipusland“, aby uvolnili místo pro německé kolonisty. Odsun padesáti procent Estonců byl v souladu s Generalplanem Ost, který však nepočítal pouze s jejich přesídlením, ale většina měla být upracována k smrti či měla zemřít hladem.
Počáteční nadšení, které doprovázelo osvobození od sovětské okupace, rychle opadlo a Němci měli pouze omezený úspěch při náboru dobrovolníků. Nábor byl zahájen v roce 1942, načež asi 3400 mužů uprchlo do Finska bojovat ve finské armádě, místo aby se přidalo na stranu Němců. Finský pěší pluk 200 (estonsky Soomepoisid) byl zformován z estonských dobrovolníků, kteří v letech 1943 až 1944 uprchli před nucenou mobilizací do německých sil v Estonsku. Jednotka bojovala s rudou armádou v oblasti karelské fronty.
V červnu 1942 političtí představitelé Estonska, kteří přežili sovětské represe, tajně uspořádali schůzi, na které se diskutovalo o vytvoření podzemní estonské vlády a možnostech zachování kontinuity republiky. Dne 6. ledna 1943 se ve Stockholmu konalo jednání s estonskou zahraniční delegací. Aby bylo zachováno právní pokračování Estonské republiky, bylo rozhodnuto, že poslední ústavní předseda vlády Jüri Uluots musí nadále plnit své povinnosti předsedy vlády. V červnu 1944 se volební shromáždění Estonské republiky v tajnosti sešlo v Tallinnu a jmenovalo jej předsedou vlády s pravomocemi prezidenta. Dne 21. června 1944 Jüri Uluots jmenoval Ottu Tiefa místopředsedou vlády. Jedinou šancí pro zachování estonské nezávislosti bylo odvrátit sovětskou invazi do Estonska do doby, než kapituluje Německo. Uluots podporoval německou brannou povinnost se kterou doufal v obnovení estonské armády a nezávislosti země. Estonský předválečný premiér tak v únoru 1944 změnil svůj postoj k mobilizaci poté, co sovětská armáda dosáhla estonských hranic. V té době měly estonské jednotky pod německou kontrolou sílu asi 14 tisíc mužů. Uluots počítal s německou porážkou a považoval za nezbytné vyzbrojit velké množství Estonců všemi dostupnými prostředky. Po zveřejnění jeho poselství v rádiu se do obrany přihlásilo 38 tisíc mužů. Bylo vytvořeno šest pohraničních obranných pluků v čele s estonskými důstojníky a divize SS získala posily, čímž se celkový počet zvýšil na 50 až 60 tisíc mužů. Za celou dobu vstoupilo do německé armády nejméně 70 tisíc Estonců a více než 10 tisíc jich zemřelo v boji. Po konci války jich přibližně 10 tisíc uprchlo na západ.

### Holokaust

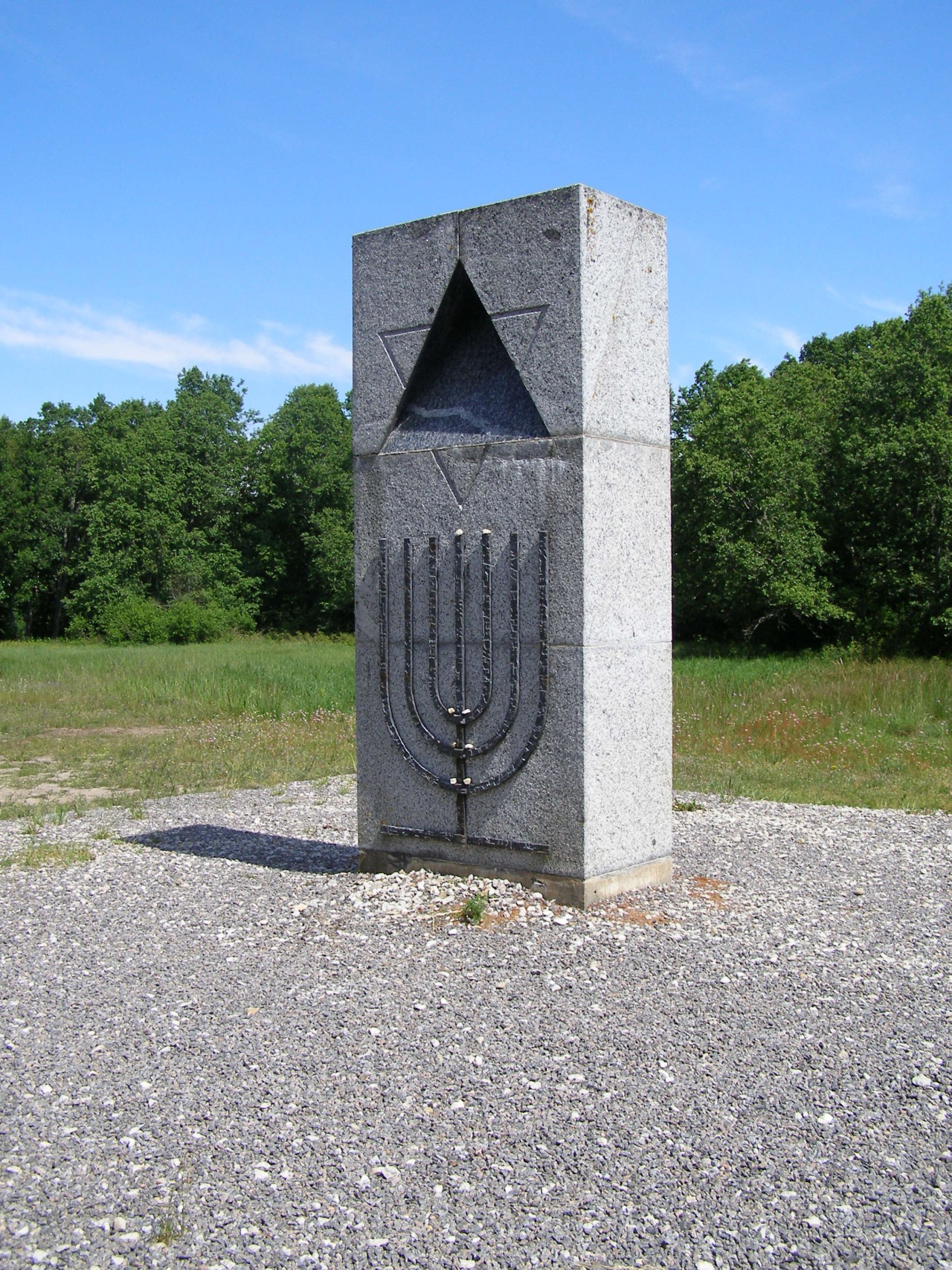
Památník holokaustu v místě bývalého koncentračního tábora v Klooze

První záznamy o Židech v Estonsku pocházejí ze 14. století. Trvalé židovské osídlení Estonska začalo v 19. století, kdy v roce 1865 ruský car Alexandr II. udělil Židům s vysokoškolským vzděláním a obchodníkům právo vstupu do této oblasti. Vznik Estonské republiky v roce 1918 znamenal i pro Židy začátek nové éry. Přibližně 200 Židů se zúčastnilo bojů za vytvoření republiky z nichž asi 70 mužů bylo dobrovolníky. Dne 12. února 1925 přijala estonská vláda zákon, který byl v meziválečné Evropě jedinečný. Týkal se kulturní autonomie etnických menšin. Židovská obec rychle připravila žádost o kulturní autonomii. Byla také sestavena statistika židovských občanů. Celkem jich v Estonsku žilo 3045, čímž byl překonán třítisícový limit nutný pro uznání kulturní autonomie. V červnu 1926 byla zvolena Židovská kulturní rada a byla vyhlášena židovská kulturní autonomie.
Před válkou žilo v Estonsku přibližně 4300 Židů. Odhaduje se, že během války bylo v Estonsku zabito přibližně 10 tisíc Židů, kteří byli deportováni do místních táborů z jiných částí východní Evropy. Sedm etnických Estonců, Ralf Gerrets, Ain-Ervin Mere, Jaan Viik, Juhan Jüriste, Karl Linnas, Aleksander Laak a Ervin Viks, čelilo po válce soudním procesům za zločiny proti lidskosti. Od znovuustavení estonské nezávislosti byla zřízena Estonská mezinárodní komise pro vyšetřování zločinů proti lidskosti.

## Bitvy roku 1944

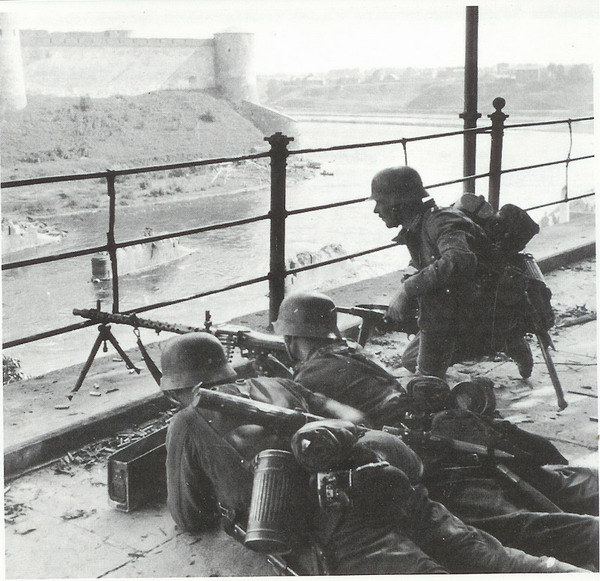
Vojáci bránící estonský břeh řeky Narva. Na druhém břehu se nachází pevnost Ivangorod. 1944

V lednu 1944 přinutil sovětský Leningradský front (skupina sovětských armád v Leningradské oblasti) skupinu Sponheimer k ústupu k bývalým estonským hranicím. Dne 31. ledna 1944 samospráva (loutková vláda Estonska) vyhlásila všeobecnou brannou povinnost a mobilizaci. Vůdce estonské podzemní vlády Jüri Uluots pronesl 7. února 1944 rozhlasový projev, který naléhavě vyzýval bojeschopné muže narozené v letech 1904 až 1923, aby se hlásili k armádní službě. Uluots tak změnil svůj názor na mobilizaci, kterou dříve na základě Haagských úmluv považoval za nezákonnou. Uluots doufal, že zapojením se tímto způsobem do války bude Estonsko schopno získat podporu západu pro věc estonské nezávislosti na Sovětském svazu. Mobilizace vyvolala široký zájem mezi Estonci a bylo odvedeno 38 tisíc mužů. Dobrovolná estonská legie vytvořená v roce 1942 byla v roce 1944 převelena pod velení Waffen-SS a rozšířena na 20. granátnickou divizi SS poté, co byly další estonské jednotky bojující na německé straně na různých frontách staženy do Estonska. Kromě toho bylo vytvořeno šest praporů bránících estonské hranice. Navíc v rámci Skupiny Sponheimer bojovali v Estonsku dobrovolníci z Norska, Dánska, Nizozemska a Belgie.

### Vznik předmostí v Narvě
Sovětská ofenzíva dosáhla 2. února 1944 řeky Narva. Předsunuté sovětské jednotky 2. úderné armády a 8. armády zřídily několik předmostí na západním břehu severně a jižně od města Narva. Dne 7. února 1944 rozšířila 8. armáda předmostí v bažině Krivasoo ležící jižně od Narvy a přerušila tak železnici spojující Narvu s Tallinnem. Velitelství Leningradského frontu nedokázalo využít příležitosti k obklíčení menší německé armádní skupiny Sponheimer. Ve stejnou dobu sovětský 108. střelecký sbor vysadil své jednotky u Čudsko-pskovbského jezera a vytvořil tak předmostí u vesnice Meerapalu. Shodou okolností se v té době dostala do oblasti estonská divize mířící k frontě na Narvě. V bitvě, která proběhla ve dnech 14. až 16. února 1944, zničil I. prapor, pluk dobrovolných granátníků SS a 44. pěší pluk (skládající se z mužů z Východního Pruska) vyloděné sovětské jednotky. Současně se obojživelná jednotka o 517 mužích vylodila pobřežní oblasti Mereküly za linií bráněnou skupinou Sponheimer. Tato sovětská jednotka byla téměř úplně zničena.

### Ofenzívy na Narvě (únor až březen 1944)
2. úderná armáda zahájila 15. února 1944 novou ofenzívu ve městě Narva, která probíhala současně s operacemi na severní i jižní straně města. Cílem ofenzívy bylo obklíčit III. SS (germánský) tankový sbor. Po urputných bojích vyčerpaná sovětská armáda zastavila 20. února 1944 útok. Od začátku ledna 1944 ztratil Leningradský front více než 220 tisíc vojáků, kteří byli zraněni, zabiti nebo nezvěstní, což činilo více než polovinu všech vojáků, kteří se zapojili do strategické leningradsko-novgorodské ofenzívy.
Pauza v bojích byla oběma stranami využita především k doplnění sil. Dne 24. února 1944 podnikly dva čerstvě nasazené SS pluky, SS dobrovolnický granátnický pluk 45 a 46 protiútok, s cílem prolomit sovětské předmostí. Útok pluku 46, který je známý také jako 2. estonský, zničil sovětské předmostí Riigiküla a 6. března 1944 zlikvidoval útok obou pluků pod vedením Standartenführera Paula Venta předmostí ve Siivertsi.
Do začátku března postavilo sovětské velení Leningradského frontu devět sborů proti sedmi německým divizím a jedné brigádě bránící Narvu. Další sovětská ofenzíva započala 1. března 1944 jihozápadně od Narvy. Jejím cílem bylo obejít a obklíčit citadelu. Střelecký sbor 59. armády obklíčil 214. pěší divizi a dva estonské prapory, 658. východní prapor a 659. východní prapor. Tyto jednotky však úspěšně odolávaly útoku. To dalo armádnímu oddílu "Narwa" dostatek času k přesunu všech dostupných jednotek a k odražení sovětské ofenzívy.
Sovětská armáda podnikla 6. března 1944 letecký útok na Narvu, při kterém bylo toto historické město zdevastováno. Po bombardování následoval 8. března 1944 pozemní útok 2. úderné armády v oblasti ivangorodského předmostí na východním břehu řeky Narvy. Současně probíhaly líté boje i na severu města, kde se sovětský 14. střelecký sbor podporovaný dělostřelectvem 8. estonského střeleckého sboru pokusil prorazit německou obranu drženou estonskými pluky. Tyto pokusy byly odraženy a způsobily citelné ztráty na sovětské straně.
Sovětské letecké útoky proti estonskému civilnímu obyvatelstvu měli donutit Estonce, aby nepodporovali německé jednotky během sovětské ofenzívy. V noci na 9. března 1944 zaútočilo sovětské dálkové letectvo na Tallinn. Během tohoto útoku bylo ve městě zničeno přibližně 40 % staveb sloužících jako obytné budovy, 500 civilistů bylo zabito a 25 tisíc jich zůstalo bez přístřeší. Sovětský útok však měl opačný účinek a do německých řad se přihlásilo více estonských mužů.
Dne 18. března 1944 zahájilo šest divizí, obrněných vozidel a dělostřelectva 109. střeleckého sboru a nově nasazeného 6. střeleckého sboru další sovětskou ofenzívu u Narvy. Cílem útoku se stalo nádraží Auvere. Oslabená německá 61. pěší divize však držela své pozice. Kampfgruppe Strachwitz zničila 26. března 1944 na předmostí Krivasoo úderný oddíl sovětské 8. armády. Dalšího úspěchu dosáhla i 6. dubna 1944. Inspirována svým dosavadním úspěchem se pokusila zničit celé toto sovětské předmostí, ale nemohla ve svém útoku pokračovat kvůli jarnímu tání, které z oblasti vytvořilo pro jejich tankovou eskadru neprůchodnou bažinu. Do konce dubna tak obě strany v Narvě vyčerpaly své bojové síly. Na frontě až do konce července 1944 tak panoval relativní klid.

### Kopce Sinimäed

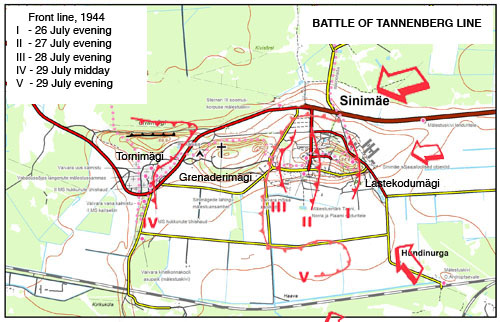
Bitva o Tannenbergovu linii, 26–29. července 1944

V červenci 1944 zahájila sovětská 8. armáda počáteční útok na nádraží Auvere, které bránil 44. pěší pluk a 1. estonský pluk. Obránci způsobili sovětským útočníkům těžké ztráty. III. SS tankový sbor byl evakuován z Narvy a fronta se 26. července 1944 ustálila na Tannenbergově linii v kopcích Sinimäed.
Sovětský předvoj zaútočil na Tannenbergovu linii a dobyl část Lastekodumägi, nejvýchodnější ze tří kopců. Následující dny se Sověti pokusili dobýt zbývající dva kopce, ale jejich pokusy selhaly. Dne 28. července 1944 následoval německý protiútok, který se však zhroutil pod náporem sovětských tankových pluků. Jednotky III. armádního sboru se zakopaly v nových pozicích u Grenaderimägi.
Vyvrcholením bitvy byl sovětský útok, ke kterému došlo 29. července 1944. Sovětské úderné jednotky potlačily německý odpor u Lastekodumägi, ovšem u Grenaderimägi utrpěly sovětské jednotky těžké ztráty. Sovětské tanky obklíčily Grenaderimägi a nejzápadněji ležící Tornimägi. Ve stejnou chvíli vyslal SS-Obergruppenführer Felix Steiner zbývajících sedm německých tanků, které dokázaly sovětské síly překvapit a ty ustoupily. To umožnilo mnohonárodnostní bojové jednotce opět získat Grenaderimägi do německých rukou. Z více než 130 tisíc sovětských vojáků, kteří v červenci zahájili ofenzívu, jich přežilo pouze několik tisíc a sovětské takové pluky byly zničeny.
Ovšem s pomocí rychlého příchodu posil pokračovala rudá armáda v útocích. Stavka požadovala absolutní zničení celého armádního oddílu "Narwa". Sovětská armáda do 7. srpna 1944 dobyla město Rakvere. Početní síly 2. úderné armády byly do 2. srpna 1944 doplněny na 200 tisíc mužů, přesto jejich neustálé četné pokusy s nezměněnou taktikou nedokázaly prolomit německou obranu. Dne 10. srpna 1944 byla sovětská ofenzíva ukončena maršálem Sovětského svazu Leonidem Govorovem.

### Jihovýchodní Estonsko
Když sovětská operace v Estonsku u Sinimäedu selhala, boje se přenesly na jih od jezera Peipus. Hlavní nápor sovětské ofenzívy u Tartu směřoval na město Pečory. Dne 10. srpna 1944 sovětská 67. armáda prolomila německou obranu XXVIII. armádního sboru. Dne 13. srpna 1944 dobyla 43. střelecká divize město Võru a přinutila jednotky 18  armády ustoupit k břehům řek Väike-Emajõgi a Gauja. Německé jednotky podporované místními prapory civilní obrany zvanými Omakaitse se opevnily podél řeky Väike-Emajõgi a až do 14. září 1944 byly schopné odrážet početné sovětské útoky.
Skupina armád Sever podřídila obranu města Tartu Kampfgruppe Wagner, která však postrádala dostatek vojáků k obsazení celé linie. Dne 23. srpna 1944 zahájil 3. pobaltský front dělostřeleckou palbu na pozice II. praporu 2. estonského pluku ve vesnici Nõo, ležící jihovýchodně od Tartu. Sovětská 282. střelecká divize, 16. tanková brigáda a dva samohybné dělostřelecké pluky prošly německou obranou a dobyly strategicky důležitý most Kärevere vedoucí přes řeku Väike-Emajõgi. Dne 25. srpna 1944 tři sovětské střelecké divize s podporou obrněných a dělostřeleckých jednotek dobyly Tartu a vytvořily předmostí na severním břeku řeky Väike-Emajõgi.
Estonský velvyslanec ve Finsku Aleksander Warma oznámil, že Národní výbor Estonské republiky 1. srpna 1944 zaslala telegram ve znění "Estonci se vrací domů". Poté bylo oznámeno, že se rozpouští Finský pěší pluk 200 a dobrovolníci se mohou vrátit domů. S Němci byla uzavřena dohoda, která Estoncům přislíbila amnestii, pokud se vrátí. I. prapor finských chlapců, estonské policejní prapory č. 37 a č. 38 a tanková eskadra zničily do 30. srpna 1944 předmostí dvou sovětských divizí západně od Tartu a dobyly most Kärevere. Dne 4. září 1944 se jednotky pod velení Rebaneho, Venta a Oberstleutnanta Meinrada von Lacherta pokusily opětovně dobýt Tartu. Útok však byl odražen jednotkami 3. pobaltského frontu.